# Vertrag von Pljussa
Der Vertrag von Pljussa (russisch Плюсское перемирие, schwedisch Stilleståndet i Pliusa) war ein Waffenstillstandsvertrag zwischen Zarentum Russland und Schweden. Er beendete den Livländischen Krieg (1558–1583).

## Voraussetzungen
Der Waffenstillstand von Pljussa wurde möglich, da sich durch den im Januar 1582 geschlossenen Waffenstillstand zwischen Polen-Litauen und Russland die militärische Lage für Schweden verschlechtert hatte. Gleichzeitig war Russland weiterhin unter Druck, da ein Angriff durch die Tataren zu befürchten war. Dies machte sowohl den russischen Zaren Iwan IV. als auch den schwedischen König Johann III. friedensgeneigt.

## Verhandlungen und Ergebnisse
Die Verhandlungen über einen Waffenstillstand fanden im Ort Pljussa (deutsch Plusmund) statt, etwa fünf Kilometer von Narva bei der Mündung des Flusses Pljussa in die Narva gelegen (die Ortschaft existiert nicht mehr, seit sie in den 1950er-Jahren vom Narva-Stausee überflutet wurde). Schwedischer Verhandlungsführer war Pontus De la Gardie. Der Waffenstillstand wurde am 10. August 1583 unterzeichnet. Er war zunächst für die Dauer von drei Jahren (gerechnet ab 29. Juni 1583) vereinbart.
Der Vertrag sah vor, dass sowohl Schweden als auch Russland die im Krieg eroberten Gebiete behalten sollen. Nach den Bestimmungen des Vertrages behielt Schweden vor allem die besetzten russischen Städte und Festungen Iwangorod, Jama, Koporje und Kexholm mit den sie umgebenden Kreisen. Daneben blieb es im Besitz von Estland und weiten Teilen Ingermanlands. Russland behielt einen schmalen Zugang zur Ostsee an der Mündung der Newa zwischen den Flüssen Strelka (heute Teil Sankt Petersburgs) und Sestra. Daneben wurde ein freier Handel zwischen beiden Ländern vereinbart.
Beim Tod Iwans IV. im März 1584 wurde der Waffenstillstand von seinem Nachfolger Fjodor I. bestätigt.

## Zweiter Waffenstillstand von Pljussa
Der Vertrag von Pljussa wurde durch den zweiten Vertrag von Pljussa vom 19. Dezember 1585 auf weitere vier Jahre verlängert (gerechnet ab 6. Januar 1586). Auf der Rückfahrt von den Verhandlungen starb Pontus De la Gardie durch ein Schiffsunglück auf der Narva.

## Friede von Teusina
Als das Waffenstillstandsabkommen 1590 auslief, griff Russland erneut Schweden an, um die Festung Narva und andere Teile des Baltikums von Schweden (zurück) zu erobern. Im Russisch-Schwedischen Krieg 1590–1595 konnte Russland die verlorenen Gebiete zurückholen. 1593 wurden Friedensverhandlungen aufgenommen. Sie zogen sich über zwei Jahre hin, bis 1595 der Friede von Teusina zwischen beiden Ländern geschlossen wurde.